# René Mayer (Politiker)

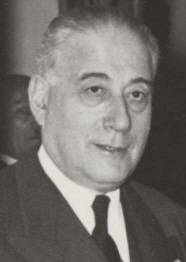
René Mayer, 1955

René Mayer (* 4. Mai 1895 in Paris; † 13. Dezember 1972 ebenda) war ein französischer Politiker der Radikalen Partei (Parti républicain, radical et radical-socialiste). Er war Abgeordneter für Constantine in Algerien.
Als Vertrauter Charles de Gaulles arbeitete er 1943 für dessen Exilregierung einen Plan für die westeuropäische Integration aus. Zentraler Bestandteil war eine Gemeinschaft der Schwerindustrie. Zu den Wegbereitern dieses Konzepts gehörten auch André Philip und Jean Monnet. Deutschland sollte dabei eine besondere Rolle spielen. Dieser Plan war die Grundlage für die sogenannte Montanunion, die Europäische Gemeinschaft für Kohle und Stahl, die am 18. April 1951 durch den Vertrag von Paris gegründet wurde (in Kraft am 23. Juli 1952).
Vom 9. Januar 1953 bis 21. Mai 1953 war er Vorsitzender des Ministerrats. Am 5. Februar 1955 führte er das Ende der Regierung von Pierre Mendès France herbei, indem er mit 20 radikalen Abgeordneten die Regierungskoalition verließ.
Mayer war der zweite Präsident der Europäischen Kommission und war in der Nachkriegszeit Mitglied mehrerer französischer Regierungen, vom 8. Januar bis zum 28. Juni 1953 bekleidete er das Amt des Ministerpräsidenten.